# Anne Crahay
Anne Crahay, née en 1973 à Verviers, est une autrice et illustratrice belge.

## Biographie
Anne Crahay étudie les arts graphiques à l’École supérieure des arts Saint-Luc de Liège (ESA). Après trois années d’expérience dans le volontariat entre l’Italie, la France et le Mexique, elle s’installe dans le département des Ardennes où elle travaille tout d’abord dans le cinéma d’animation, avant de devenir graphiste indépendante,. 
En mars 2007, elle publie son premier album Dans le bidon de maman aux éditions Alice jeunesse. Anne Crahay enseigne le graphisme et l’illustration à l’ESA Saint-Luc Liège.

## Publications
Parmi une liste non exhaustive :
- Dans le bidon de maman, Anne Crahay, Florian Rudzinski, Alice Jeunesse, Coll. Albums, 28p, 2007,  (ISBN 2874260606)
- A qui sont ces culottes ? , Alice Jeunesse, Coll. Albums, 54p, 2009,  (ISBN 2874261076)
- De quelle couleur sera le bébé ?, Anne Crahay, Adeline Yzac, Alice Jeunesse, Coll. Albums, 28p, 2008,  (ISBN 2874260843)
- Les bobos des animaux, Éditions de L'Élan vert, Coll. Les petits m, 24p, 2011,  (ISBN 2844551874)
- 1, 2, 3, prêts ? Partez !, Anne Crahay, Catherine Lafaye-Latteux, Mic Mac, 44p, 2011,  (ISBN 2917460849)
- Petites crottes et gros boudin, Catherine Leblanc, Illu. Anne Crahay, Éditions de L'Élan vert, Coll. Poivre & compagnie, 24p, 2012,  (ISBN 2844552013)
- C’est encore mieux écrasé !, Noé Carlain, Illu. Anne Crahay, Éditions de L'Élan vert, Coll. Poivre & compagnie, 32p, 2012,  (ISBN 2844552269)
- Petits curieux et grands timides, Catherine Leblanc, Illu. Anne Crahay, Éditions de L'Élan vert, Coll. Les petits m, 32p, 2012,  (ISBN 2844552382)
- Bim, Bam, Boum, Anne Crahay, Illu. John Pan !, Éditions de L'Élan vert, Coll. Petite enfance, 12p, 2014,  (ISBN 2844553230)
- Super nounours, Géraldine Elschner, Illu. Anne Crahay, Éditions de L'Élan vert, Coll. Roudoudou, 24p, 2013,  (ISBN 2844552684)
- Miam !, Anne Crahay, John Pan !, Éditions de L'Élan vert, Coll. Petite enfance, 12p, 2014,  (ISBN 2844552935)
- Le Petit Chaperon rouge, Cécile Alix, Illu. Anne Crahay, Éditions de L'Élan vert, Coll. Les petits m, 32p, 2015,  (ISBN 2844553362)
- Chuuut !, Anne Crahay, Illu. John Pan !, Éditions de L'Élan vert, Coll. Roudoudou, 12p, 2015,  (ISBN 2844553788)
- Splitch ! Splatch !, Anne Crahay, Illu. John Pan !, Éditions de L'Élan vert, Coll. Roudoudou, 16p, 2015,  (ISBN 2844553338)
- Au dodo ! , Albin Michel, 10p, 2016,  (ISBN 2226321217)
- Let's gommettes !, Éditions de L'Élan vert, Coll. Activités, 2016,  (ISBN 2844554067)
- Cric croc !, Albin Michel, 10p, 2016,  (ISBN 2226321225)
- Boucle, Cécile Alix, Illu. Anne Crahay, Éditions de L'Élan vert, Coll. Les petits m, 32p, 2016,  (ISBN 2844553605)
- Mes tableaux à histoires, Cécile Alix, Illu. Anne Crahay, Éditions de L'Élan vert, Coll. Pont des Arts, 32p, 2017,  (ISBN 2844554822)[5]
- Guili-guili !, Albin Michel, 10p, 2017,  (ISBN 2226396543)
- Qui se cache ?, Albin Michel, 10p, 2017,  (ISBN 2226396551)
- Bonjour le calme, Albin Michel, 44p, 2017,  (ISBN 2226394222)[6],[7]
- Bonjour sommeil, Albin Michel, 44p, 2017,  (ISBN 2226399623)
- Bonjour colère, Albin Michel, 40p, 2018,  (ISBN 2226403205)[8]
- Le petit poucet, Cécile Alix,  Illu. Anne Crahay, Éditions de L'Élan vert, Coll. Albums,  32p, 2017,  (ISBN 2844554423)
- Pie, chat, hibou, France Quatromme, Illu. Anne Crahay, Éditions de L'Élan vert, Coll. Albums, 2018, 32p,  (ISBN 2844555268)
- Bonjour, bonheur, Albin Michel, 44p, 2018,  (ISBN 2226437541)
- Le sourire de Suzie, Bruxelles, CotCotCot éditions, 2019, 32 p.  (ISBN 9782930941073)
- Mes p'tits doigts, Bruxelles, CotCotCot éditions, 2023, 32 p. (ISBN 9782930941561)